# Сеад Рамович
Сеад Рамович (босн. Sead Ramović, нар. 14 березня 1979, Штутгарт) — колишній боснійський футболіст німецького походження, що виступав на позиції воротаря.

## Ігрова кар'єра
У дорослому футболі дебютував 1999 року виступами за «Штутгартер Кікерс», в якому провів два сезони.
Своєю грою за цю команду привернув увагу представників тренерського штабу клубу «Вольфсбург», до складу якого приєднався влітку 2001 року. Відіграв за «вовків» наступні три сезони своєї ігрової кар'єри.
2004 року перейшов до «Боруссії» (Менхенгладбах), проте в її складі так і не зміг провести жодного матчу, тому сезон 2005-06 провів на правах оренди за «Кікерс» (Оффенбах).
В квітні 2006 року уклав контракт з «Тромсе», у складі якого провів наступні чотири роки своєї кар'єри гравця. Більшість часу, проведеного у складі «Тромсе», був основним голкіпером команди.
Влітку 2010 року Сеад підписав контракт з «Сівасспором», проте програв конкуренцію за місце в воротах і на початку 2011 року на правах оренди до кінця сезону перейшов у «Металург» (Запоріжжя). За підсумками сезону запорізька команда покинула елітний дивізіон, а Рамович підписав контракт з сербським «Нові-Пазаром».
До складу «Ліллестрема» боснійський воротар приєднався на початку 2012 року, де став основним воротарем і за сезон встиг відіграти за команду з Ліллестрема 26 матчів в національному чемпіонаті, в яких пропустив 34 голи.
З січня 2013 року довгий час був вільним агентом, поки в кінці жовтня гравця не запросив данський клуб «Веннсюссель».
В березні 2014 року підписав контракт з норвезьким «Стремсгодсетом» як заміна основному голкіперу Адаму Кварасі, який мав поїхати на чемпіонат світу в ПАР, але покинув команду 21 травня 2014, після того як в першому матчі без Кварасі в основі на воротах вийшов молодий Андерс Гундерсен.

## Кар'єра в збірній
Провів один матч за національну збірну Боснії і Герцеговини.